# Tsugaru
Tsugaru (つがる市, Tsugaru-shi) és una ciutat del Japó situada a la prefectura d'Aomori. La ciutat va ser fundada l'11 de febrer de 2005, per la fusió de les ciutats de Kizukuri i dels pobles Inagaki, Kashiwa, Morita i Shariki. El nom de la ciutat és atípic perquè és escrit en hiragana mentre que els noms de les ciutats s'escriuen habitualment en kanjis.
A l'abril de 2020 la ciutat tenia una població de 31.723 habitants en 13.570 unitats residencials, i una densitat de població de 130 persones per km². La superfície del municipi és de 253,85 km².
La seva economia depèn fortament del sector primari, amb una especial importància de l'activitat pesquera comercial. Les produccions agrícoles de la ciutat són l'arròs, la poma, el meló i la síndria. Cal esmentar el peculiar cultiu de la brassènia (Brasenia schreberi), planta aquàtica consumida al Japó (on es coneix com a junsai, i que és un component freqüent de la coneguda sopa miso) i la Xina.